# باربارا د روسی
باربارا دِ روسی (ایتالیایی: Barbara De Rossi؛ زادهٔ ۹ اوت ۱۹۶۰) بازیگر اهل ایتالیا است.
از فیلم‌هایی که وی در آن نقش داشته‌است، می‌توان به ارکستر سرخ، روزهای آرام در کلیشی، همین‌گونه بمان، نهار یکشنبه و کریکت اشاره کرد.